# Sundspärlan

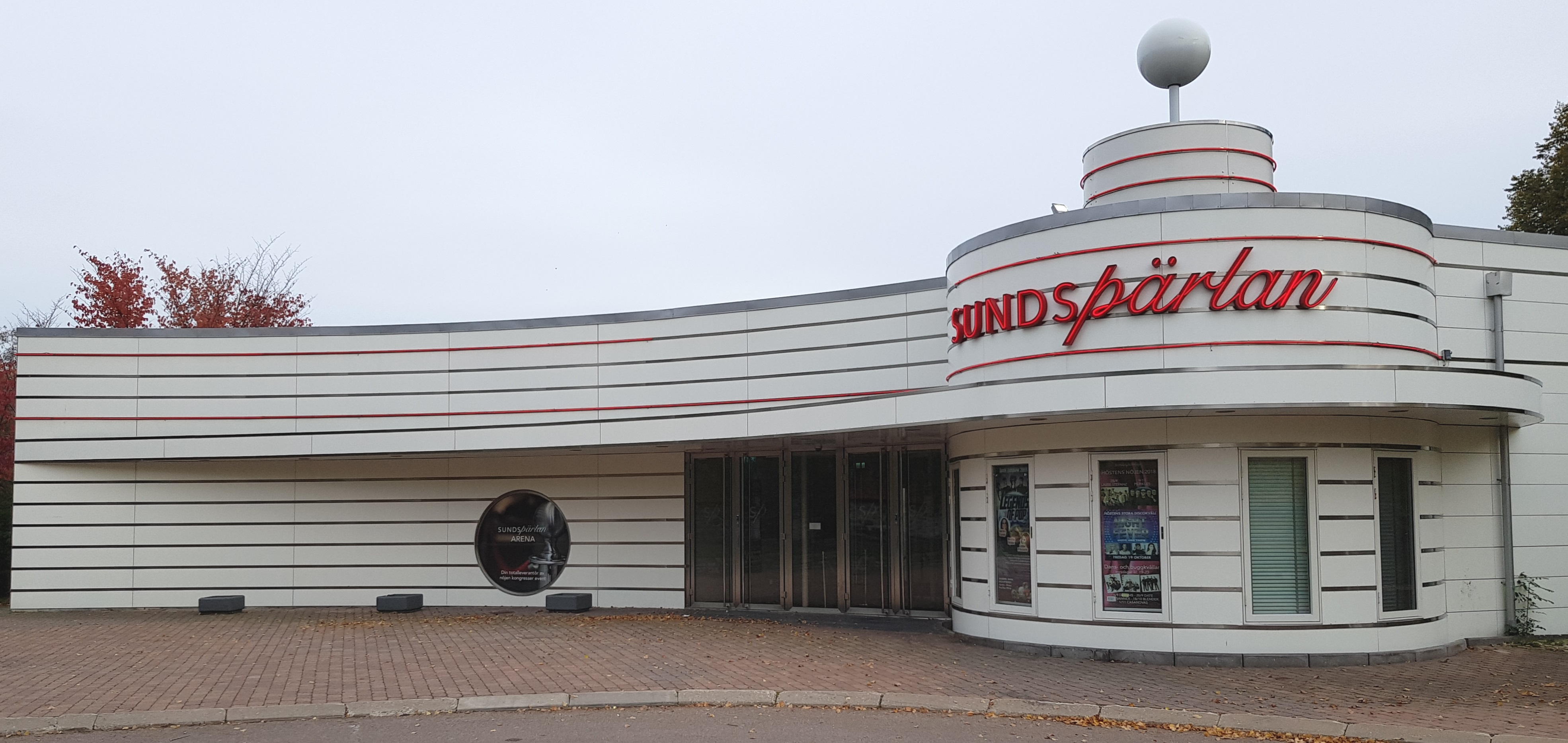
Sundpärlan.

Sundspärlan (ursprungligen Folkets Park, tidigare även känd som Sjöcronaparken) är en konferens- och nöjesanläggning tillika folkpark i Helsingborg. I parken finns även Sundspärlans friluftsteater.

## Historik
1 mars 1895 köpte Helsingborgs arbetarekommun den av släkten Siöcrona ägda lantegendomen Fältarp, som därpå omvandlades till stadens Folkets park, även kallad Sjöcronaparken, med invigning 1 maj 1895. Året därpå tillkom en täckt dansbana och teaterscen. Under 1900-talets början byggdes en skjutbana och det nuvarande teaterhuset (1919) som utgör dagens Friluftsteaterscen. På 1920-talet tillkom en danspaviljong. I parken finns även en byst av Hjalmar Branting, skapad av Carl Eldh och uppsatt 1936. 
Med tidens gång började generellt intresset för folkparker att minska och verksamheterna förändrades. Dansbanorna revs 1971 och ersattes med den nuvarande dans- och konserthallen kallad Sundspärlan. Byggnaden Gubbhyttan är idag den enda ursprungliga från det gamla landeriet.
2009 bildade Helsingborgs stad tillsammans med några fastighets- och byggbolag ett exploateringsbolag med syfte att avveckla Sundspärlan och i stället bygga bostäder på området. 2019 samlade ett upprop ett stort antal namnunderskrifter med krav på att avbryta exploateringsplanerna och bevara parken. Det ledde till kommunfullmäktigebeslut om att avveckla exploateringsbolaget och i stället göra en nysatsning på området med bland annat en renovering av teatern 2020-21.

## Friluftsteatern
Friluftsteatern fick 1919 sin originella teaterhusöverbyggnad och har sedan dess varit spelplats för en stor mängd scenkonstföreställningar och konserter med många av landets och världens främsta artister. Efter flera år av inaktivitet och förfall upprustades 2021 teatern till sitt ursprungliga utseende från 1919. Efter kontroverser med ansvariga för Fredriksdalsteatern avslutades 2023 dess 30-åriga teaterverksamhet i Eva Rydbergs regi, varför hon och hennes ensemble i stället erbjöds flytta sin verksamhet till Sundspärlans friluftsteater med sin första premiär sommaren 2024, klassikern Ett resande teatersällskap. Detta innebär början på en ny utvecklingsepok för parken och teatern.

## Galleri

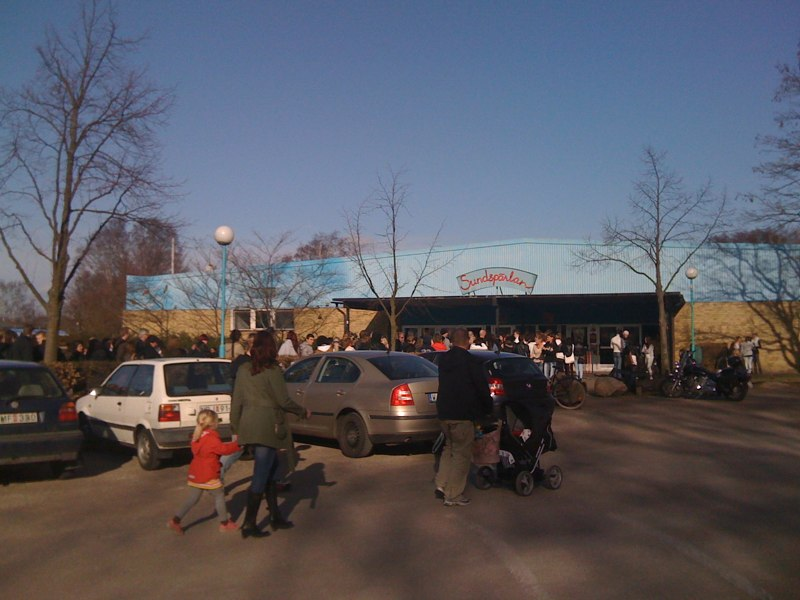
Sundspärlan i april 2009. En ombyggnation påbörjades månaden efter.
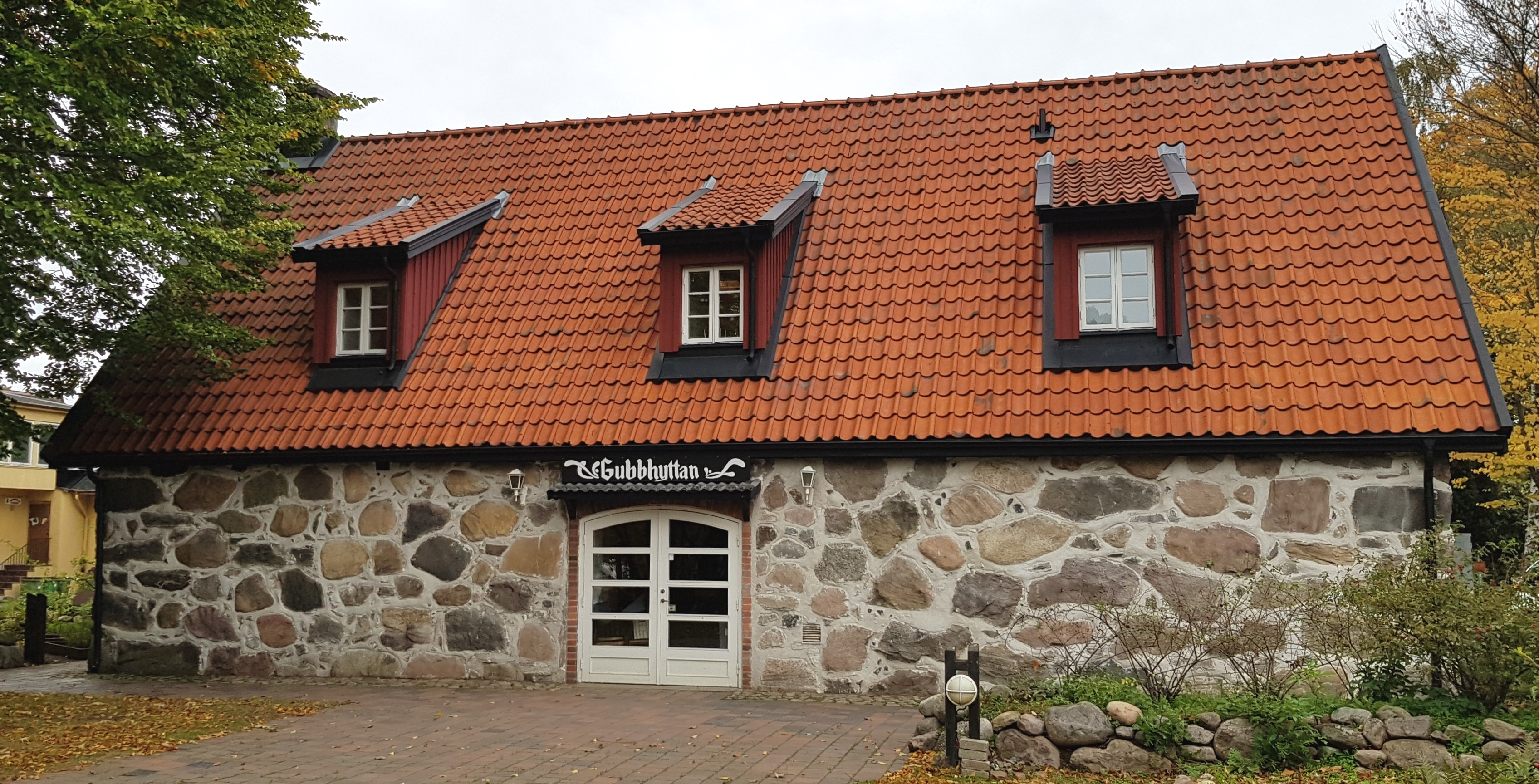
Gubbhyttan.
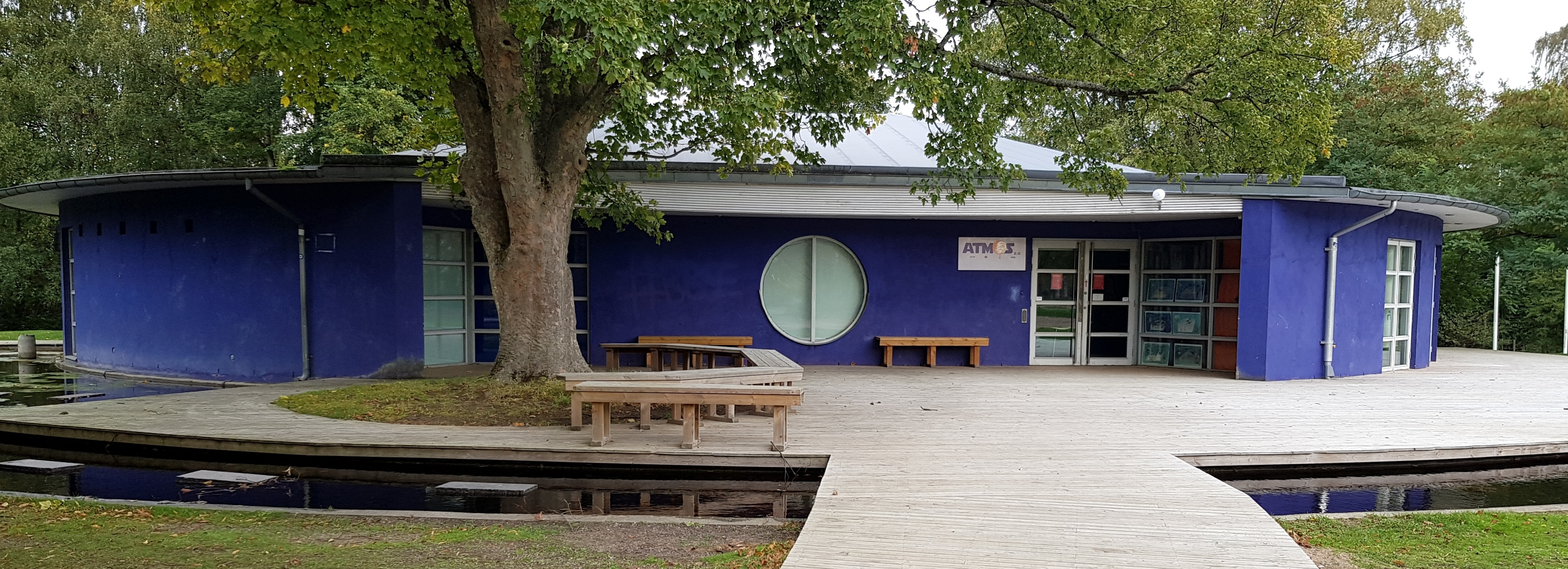
Den gamla utedanspaviljongen.
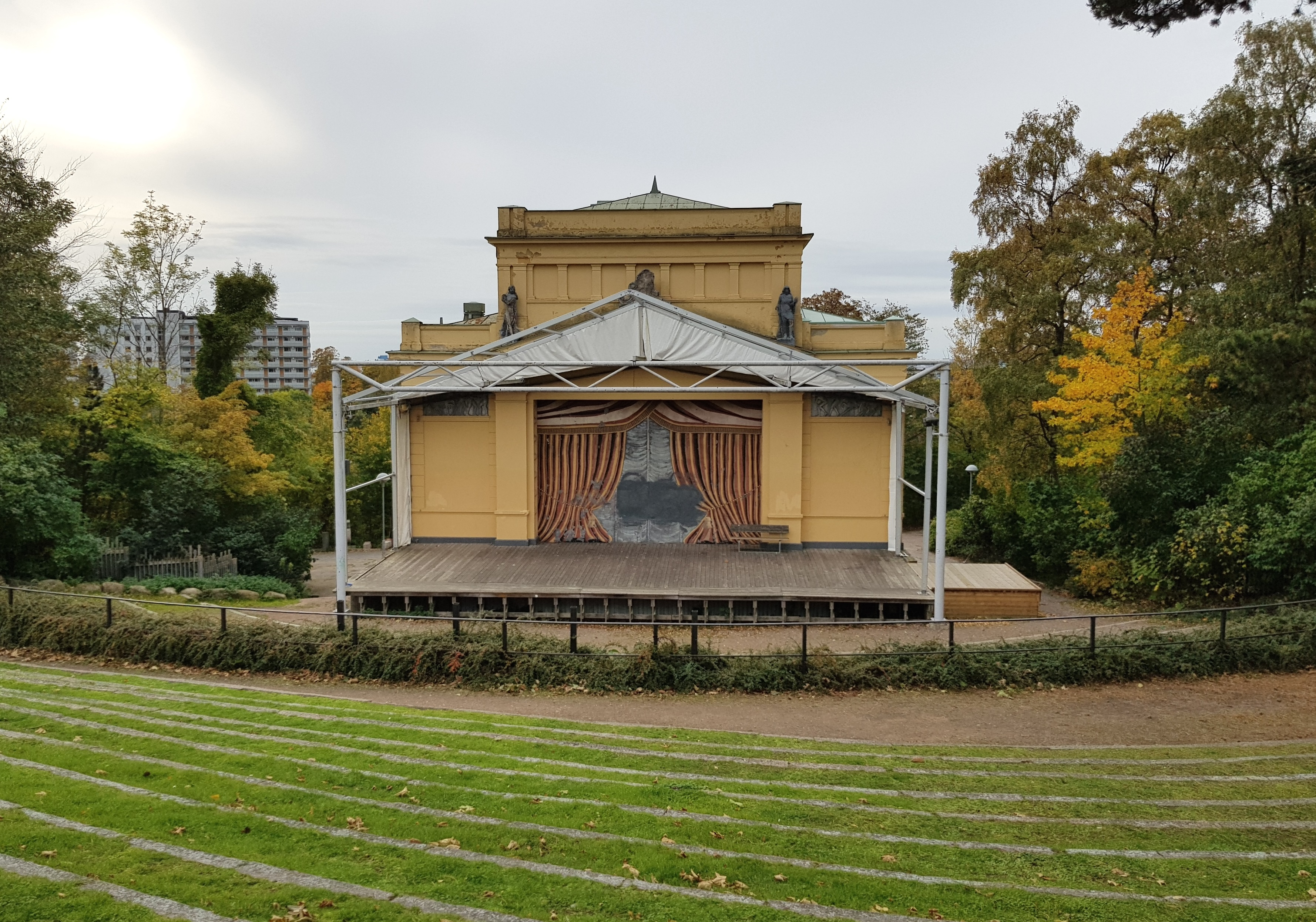
Friluftsteatern.
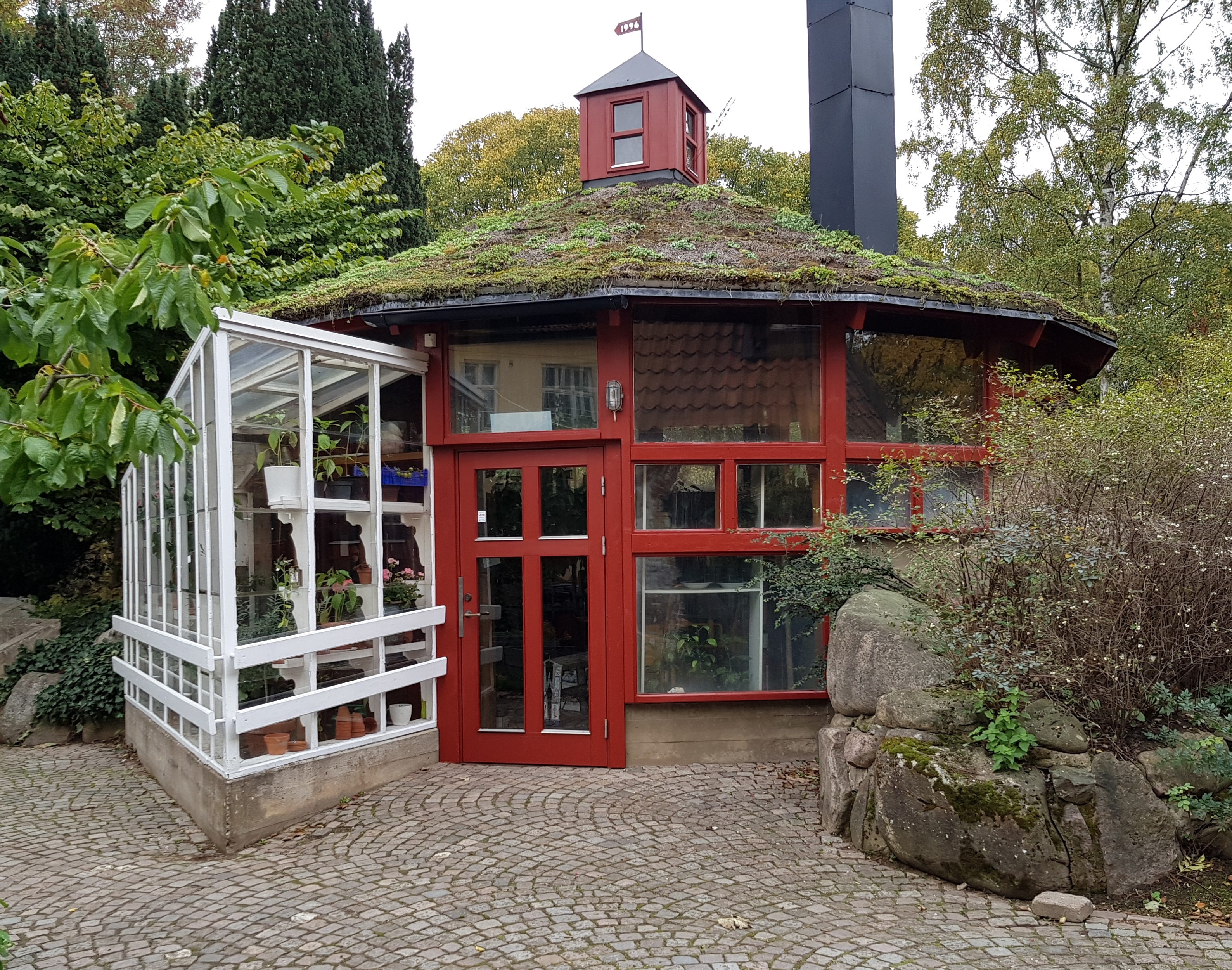
Habiteum.
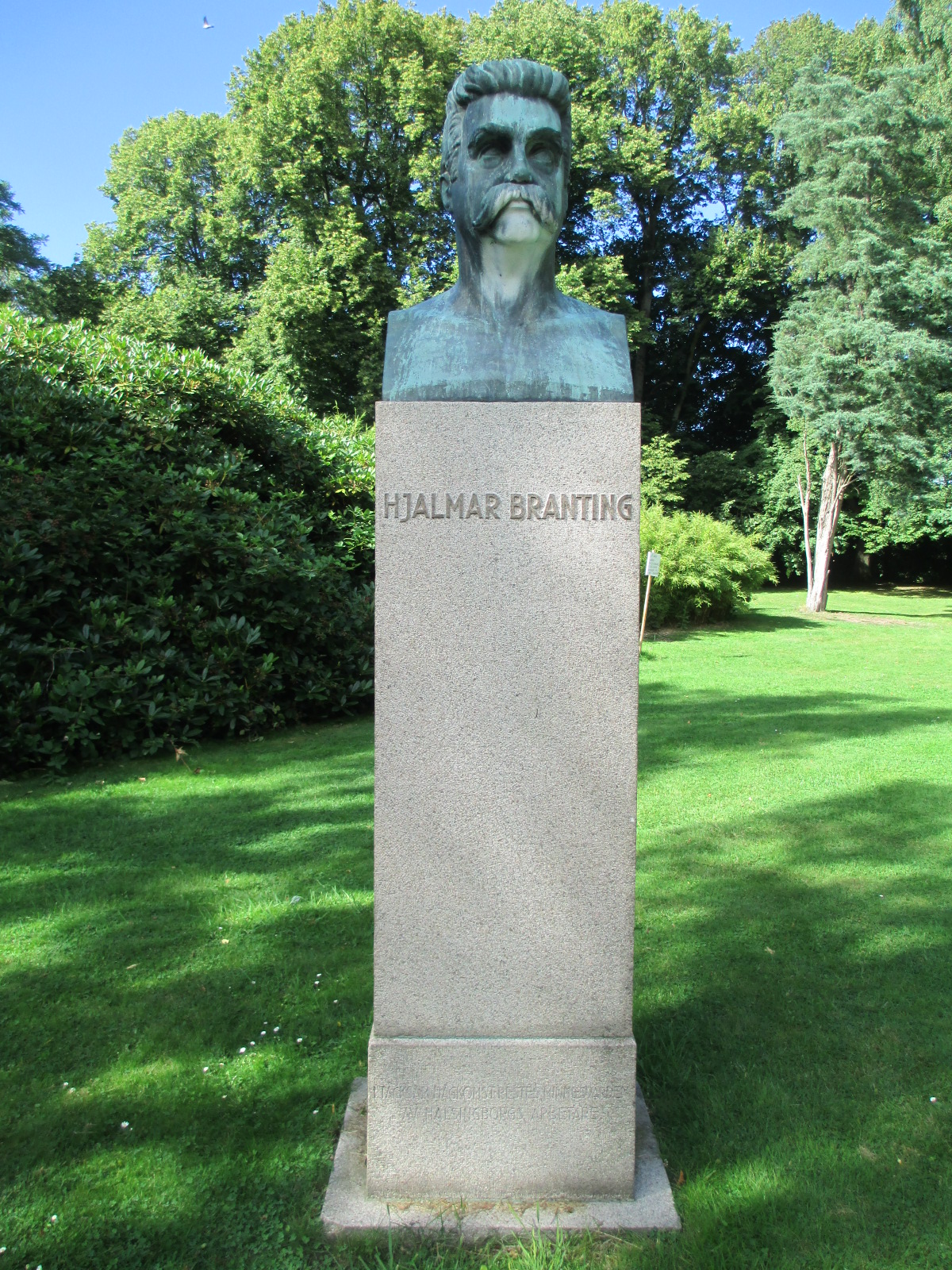
Byst av Hjalmar Branting, skapad av Carl Eldh, uppsatt 1936.